# Decembrie 2018
Acest articol este generat integral pe baza informațiilor din articolul 2018 și este actualizat periodic de un robot.
 Editările făcute în articol vor fi șterse la următoarea actualizare! Dacă doriți să faceți modificări, editați articolul-sursă.

ianuarie -
februarie -
martie -
aprilie -
mai -
iunie -
iulie -
august -
septembrie -
octombrie -
noiembrie -
decembrie
Decembrie 2018 a fost a douăsprezecea lună a anului și a început într-o zi de sâmbătă.

## Evenimente

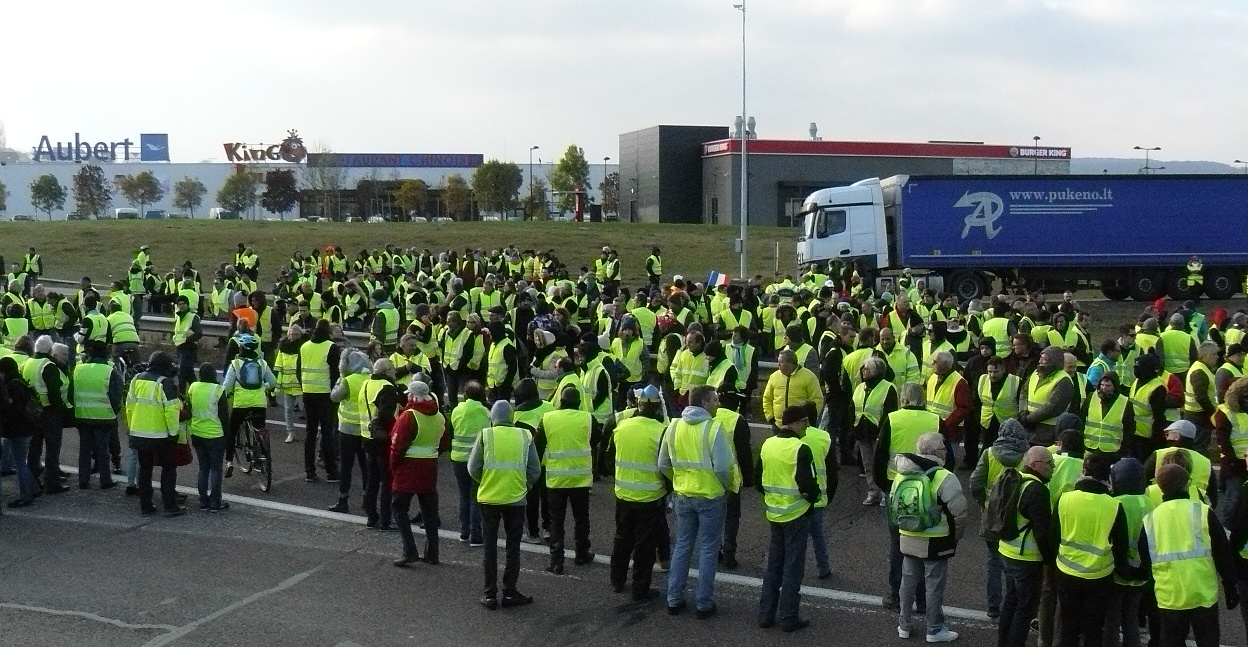
Protestul "vestelor galbene".

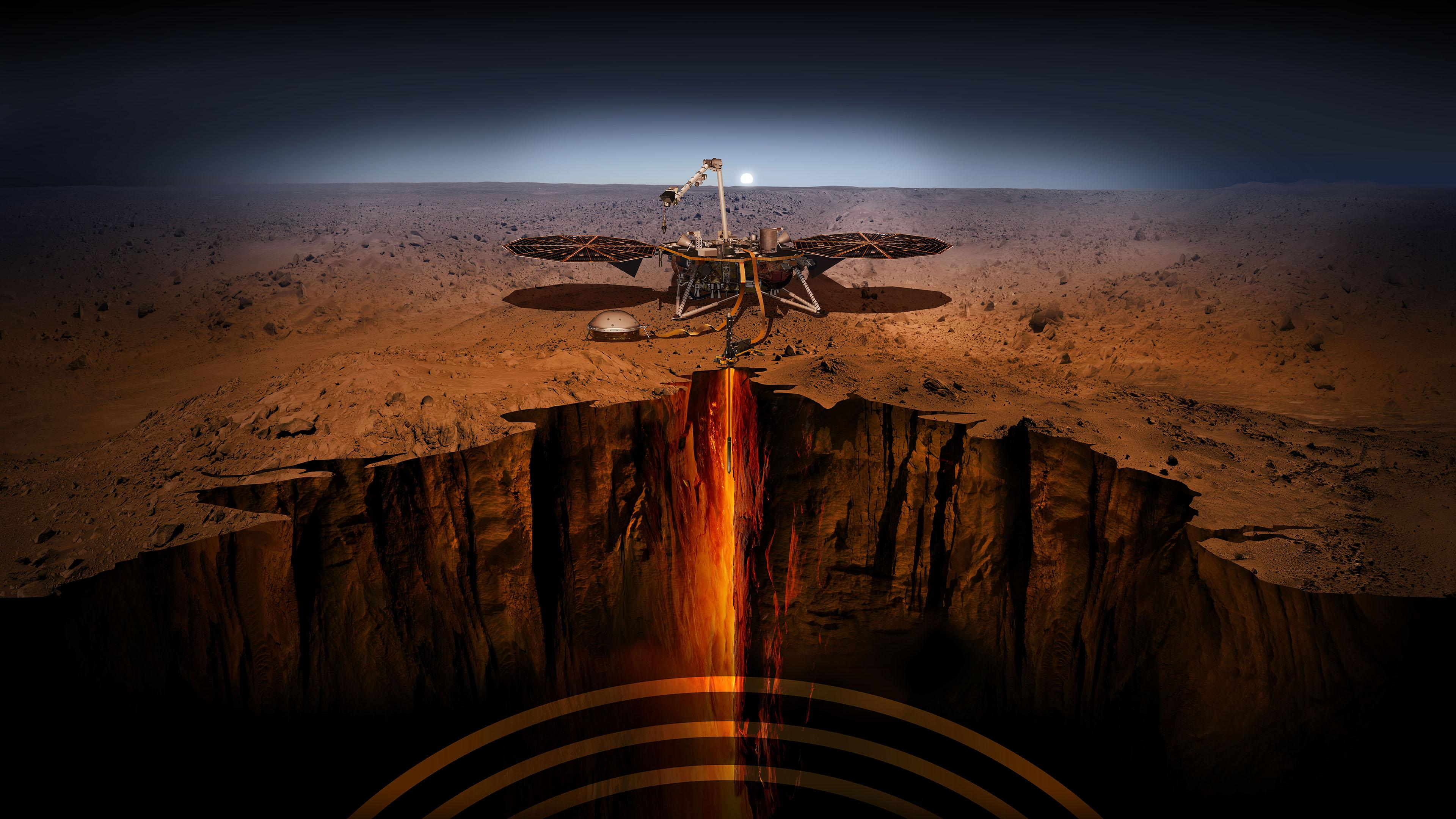
Sonda InSight pe Marte.

- 1 decembrie: Ceremonii și mai multe parade militare la aniversarea a 100 de ani de la fondarea României Mari. Odată cu Marea Unire, teritoriul românesc a fost mărit cu aproximativ o treime.
- 1 decembrie: Andrés Manuel López Obrador devine cel de-al 58-lea președinte al Mexico. El promite o "revoluție pașnică" în politica economică a țării.[1]
- 1 decembrie: Mai multe proteste ale "Mișcării Vestelor Galbene" în Franța au dus la rănirea a 130 de persoane, dintre care 23 polițiști și cel puțin 380 de arestări. Vestele Galbene reprezintă un val de contestare împotriva creșterii taxelor la carburanți, a scăderii nivelului de trai și, în general, împotriva guvernului și a politicilor lui Emmanuel Macron. Au avut loc mai multe vandalizări, inclusiv Arcul de Triumf din Paris. Ministrul de Interne al Franței a declarat despre cei care au vandalizat "Cei de acolo nu erau demonstranți, nu erau 'veste galbene'".[2]
- 3 decembrie: Qatar anunță că se retrage din OPEC în ianuarie 2019, după ce a fost membru al acestei organizații timp de 60 de ani, pentru a se concentra asupra producției de gaze naturale.[3]
- 4 decembrie: În urma unor mari proteste împotriva creșterii planificate a președintelui francez Emmanuel Macron privind impozitele pe carburanți, premierul francez Édouard Philippe anunță că aceste planuri vor fi suspendate timp de cel puțin șase luni.[4]
- 5 decembrie: Președintele american Donald Trump și foștii președinți americani George W. Bush, Jimmy Carter, Barack Obama și Bill Clinton, alături de cancelarul german Angela Merkel și de Prințul Charles participă la funeraliile de stat ale lui George H. W. Bush.
- 6 decembrie: Conform unui studiu realizat de Pew Research Center, românii sunt cei mai religioși dintre europeni, 55% dintre ei declarându-se "foarte religioși".[5]
- 7 decembrie: Are loc al 31-lea Congres al Uniunii Creștin-Democrate (CDU) din Germania. În urma demisiei anunțate a președintelui partidului, Angela Merkel, și a alegerilor interne, Annegret Kramp-Karrenbau a obținut președinția CDU cu 517 voturi din 999.[6]
- 8 decembrie: 125.000 de "veste galbene" protestează la Paris pentru justiția socială și împotriva politicilor de reformă ale președintelui Emmanuel Macron. La nivel național 1.385 de persoane sunt reținute. Protestatarii au instalat baricade pe Champs-Élysées și au dat foc anvelopelor auto. Mai multe magazine din capitală sunt închise și traficul este restricționat. Peste 89.000 de polițiști au fost desemnați să asigure ordinea la nivel național, inclusiv vehicule blindate ale Jandarmeriei Naționale.[7]
- 10 decembrie: NASA anunță că Voyager 2 a părăsit heliosfera la 5 noiembrie și a intrat în spațiul interstelar, devenind cel de-al doilea obiect antropic care a făcut acest lucru.[8]
- 12 decembrie: Atac armat în Târgul de Crăciun de la Strasbourg, în estul Franței, soldat cu trei morți și 13 răniți. Forțe speciale de poliție și ale armatei participă la căutarea autorului atacului.
- 17 decembrie: Comisia Europeană a amendat cu 77 de milioane de euro Holdingul Energetic Bulgar (BEH Group) pentru că, în perioada 2010-2015, au abuzat de poziția dominantă de pe piața bulgară a gazelor și au blocat accesul unor firme private la rețeaua de distribuție a gazelor și la depozitul de gaze, încălcând normele antitrust ale UE.[9]
- 19 decembrie: Guvernul SUA anunță retragerea forțelor americane din Siria. A doua zi, secretarul american al apărării Jim Mattis a anunțat că demisionează la sfârșitul lunii februarie 2019. Mattis spune că opiniile sale nu sunt bine "aliniate" cu cele ale președintelui.[10]
- 23 decembrie: Cel puțin 373 de persoane au murit și 1459 au fost rănite după ce un val tsunami a lovit zona de coastă a Indoneziei, în zona strâmtorii Sunda.
- 28 decembrie: După o călătorie de 56 de zile, căpitanul Armatei Britanice, Lou Rudd, devine a doua persoană care a traversat Antarctica singur și fără ajutor (BBC), 2 zile după ce americanul Colin O'Brady devine prima persoană care a făcut acest lucru (BBC).

## Decese
- 5 decembrie : Eugen Rotaru, 77 ani, textier, poet și scenarist român din Basarabia (n. 1941)
- 6 decembrie: Vasile Adamescu, 74 ani, profesor și artist român, cu surdocecitate (n. 1944)
- 6 decembrie: Károly Lőwy, 93 ani, medic român (n. 1925)
- 6 decembrie: Károly Lőwi, medic maghiar (n. 1925)
- 9 decembrie: Riccardo Giacconi, 87 ani, fizician american de etnie italiană, laureat al Premiului Nobel (2002), (n. 1931)
- 15 decembrie: Girma Wolde-Giorgis, 93 ani, politician etiopian, președinte al Etiopiei (2001-2013), (n. 1924)
- 15 decembrie: Viorel Smărandache, 65 ani, fotbalist român (n. 1953)
- 16 decembrie: Mircea Petescu, 75 ani, fotbalist, impresar și antrenor român (n. 1942)
- 17 decembrie: Penny Marshall, 75 ani, actriță, producătoare și regizoare americană (n. 1943)
- 18 decembrie: Lajos Grendel, 70 ani, scriitor maghiar (n. 1948)
- 18 decembrie: Anca Pop, 34 ani, cântăreață canadiană de etnie română (n. 1984)
- 21 decembrie: Stan Stângaciu, 76 ani, general român (n. 1942)
- 22 decembrie: Jean Bourgain, 64 ani, matematician belgian (n. 1954)
- 24 decembrie: Eugenia Bosânceanu, 93 ani, actriță română de teatru și film (n. 1925)
- 26 decembrie: Aurel Ardelean, 79 ani, senator român (n. 1939)
- 26 decembrie: Roy Jay Glauber, 93 ani, fizician american, laureat al Premiului Nobel (2005), (n. 1925)
- 26 decembrie: Samoilă Stoica, 79 ani, general de armată român (n. 1939)
- 27 decembrie: Constantin Corduneanu, 90 ani, matematician român (n. 1928)
- 27 decembrie: Dan Hatmanu, 92 ani, pictor și grafician român (n. 1926)
- 28 decembrie: Amos Oz, 79 ani, scriitor israelian (n. 1939)
- 28 decembrie: Sergiu Tudose, 82 ani, actor român (n. 1936)
- 28 decembrie: Peter Hill-Wood, 82 ani, om de afaceri englez, patronul clubului de fotbal Arsenal (n. 1936)
- 29 decembrie: Ștefan Ștefănescu, istoric român (n. 1929)
- 30 decembrie: Edgar Hilsenrath, 92 ani, scriitor evreu-german (n. 1926)
- 30 decembrie: Constantin Vasilică, 92 ani, profesor universitar român (n. 1926)
- 31 decembrie: Mark Killilea Jr., 79 ani, om politic irlandez (n. 1939)